# 曲焕章

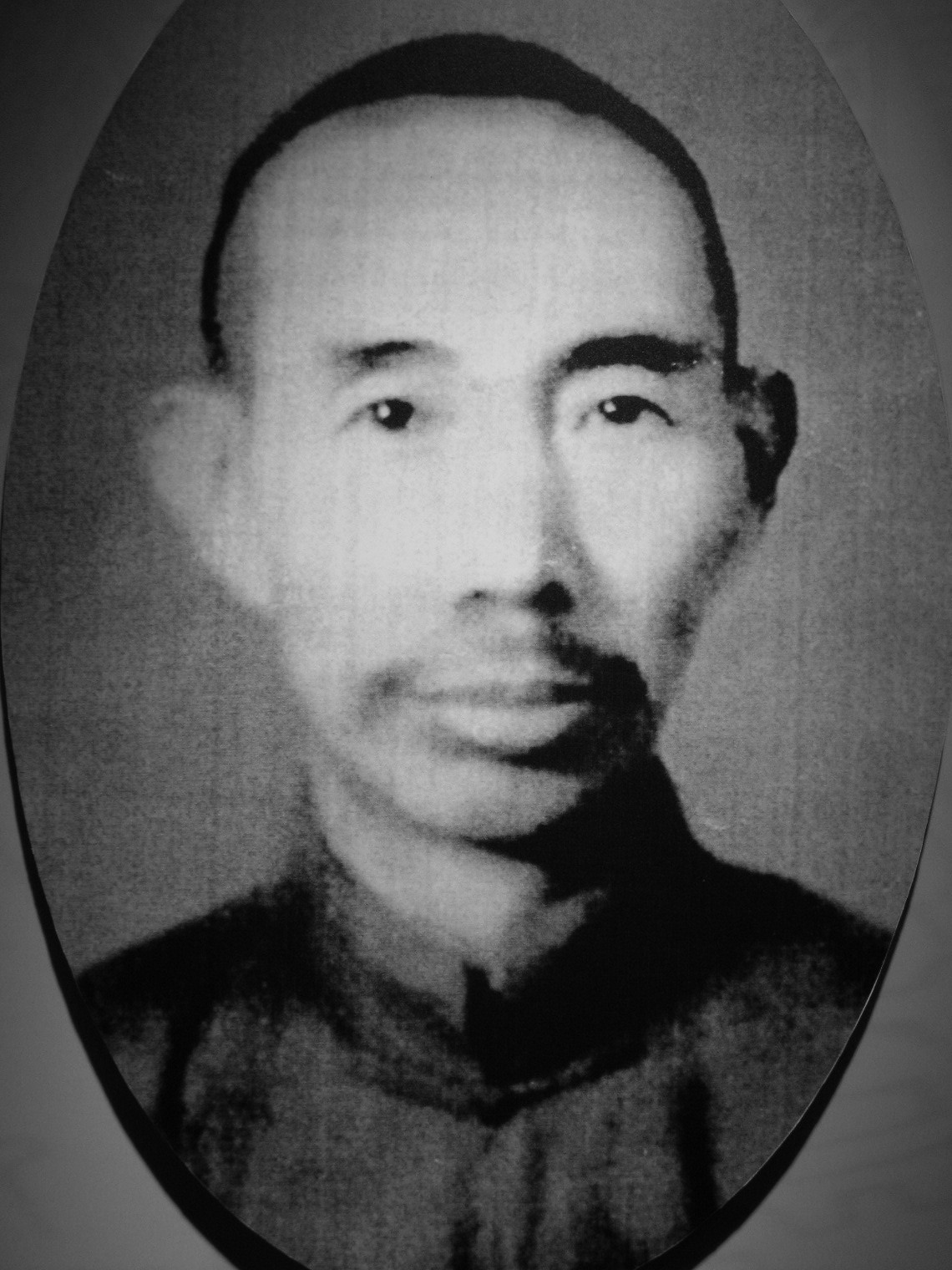
曲焕章半身像

曲焕章（1880年—1938年），字星阶，原名占恩，彝族，云南江川县人，民国时期中医外伤科医家。以发明研制云南白药著称于世，云南白药原名“曲焕章百宝丹”。

## 生平
曲焕章原系云南江川一带有名的伤科医生，曾拜武當山道醫姚洪鈞為師，於1902年研制出“白藥”（百寶丹），1916年，曲将白药药方呈交云南省政府警察厅卫生所检验，列為優等，允许公开出售。1917年赴通海縣行醫、開拓“白藥”銷路，1918年拜通海富滇銀行總辦趙咏泉為義父，此時，始將纸包装的“白藥”改为瓷瓶包装，正式開鋪銷售。1922年，因曾醫治好雲南唐繼堯部軍長吳學顯，吳為報恩，乃請曲煥章赴昆明，曲便在昆明南强街開設傷科診所，一時絡繹不絕，門庭若市。1923年，唐繼堯聘曲為東陸醫院滇醫部主任，並親贈“藥冠南滇”匾額。1927年雲南政局丕變，龍雲取唐繼堯代之，但曲煥章未被辭退，還苦鉆藥理藥方，提升白藥療效，形成了“一藥化三丹一子”，即：普通百寶丹、重升百寶丹、三升百寶丹和保險子。自此瓶裝白藥大批上市，暢銷全國，甚至港、澳、星、日、曼谷各地均有代銷處。
1935年，蔣中正在雲南省政府接見曲煥章，曲當即贈與500瓶“三升白藥”，蔣公乃題“功效十全”回贈。1937年77事變，曲煥章又捐贈3萬瓶百寶丹予國軍58、60軍官兵。1938年，受焦易堂邀，赴重慶任中央國醫院院長，是年8月不幸病故。
1955年，曲氏私營廠并入國營昆明製藥廠，當局以曲氏遺孀繆蘭英名義宣傳獻方，但曲子曲嘉瑞表示，這是“在當時的歷史背景條件下”，且“所獻配方不完整”。1958年曲嘉瑞曾向昆明製藥厰提出此情況，要求更正配方，反遭打成右派分子。文革結束后，曲嘉瑞又向雲南當軸報告，並比對雙方藥方證實曲嘉瑞手中為曲氏真傳，但當局仍不願給予冠以“曲氏白藥”名，曲嘉瑞遂決定離開雲南、遠走福建三明，重新發揚曲氏白藥。
2005年11月2日至4日中共中央电视台《探索·发现》栏目，播出“白药传奇”上中下三集，详细介绍曲焕章生平和云南白药的故事。

### 死因
曲煥章死因之說有三：一乃曲子曲嘉瑞回憶，系患急性痢疾而病故；二為原軍政部兵工署技工譚宇文回憶，當時昆明另有一家藥房有“白藥精”產品，功效與“曲氏白藥”近似，因宣傳有力與其產生競爭關係，同行冤家，曲煥章提出抗議，終發展至對簿法院，官司經年，竟然敗訴，勞民傷財精力憔悴，便一病不起。
再有一説，係自1960年代雲南省公安廳鎮壓國軍在大陸軍人時，由原雲南國軍將領金漢鼎副官萬達夫在獄中招認，謂是曲煥章患急性痢疾期間，焦易堂、金漢鼎喊醫生注射空氣針害死。又因金漢鼎1949年留陸，後中共文宣便多采焦易堂故意害死曲煥章說。